# Dardanus insignis
Dardanus insignis is een tienpotigensoort uit de familie van de Diogenidae. De wetenschappelijke naam van de soort is voor het eerst geldig gepubliceerd in 1858 door de Saussure.